# Johann Baptist Allgaier
Johann Baptist Allgaier (Bad Schussenried, Ducado de Wurtemberg, Alemania, 19 de junio de 1763 - Viena, Austria, 3 de enero de 1823 ) fue el primer Gran Maestro alemán y austriaco de Ajedrez. También fue el autor del primer  libro de texto en alemán sobre el Ajedrez: Neue theoretisch-praktische Anweisung zum Schachspiel (Vienna 1795–96) ( Ver imagen ).

## Biografía
Johann Baptist Allgaier era hijo de padres sin recursos. Estudió Teología católica, pero emigró de joven "a escondidas" a Polonia.
Su lengua materna era el dialecto suabo. Su padre, Georg Allgaier, trabajaba en un monasterio como ayo, la persona que, en aquellos días, estuvo a cargo de la educación de los hijos de los ricos y las familias nobles. El joven Johann recibió una educación católica y fue dirigida por su padre hacia el estudio de la Teología. Después de un viaje a Polonia, conoció el Ajedrez a través de un judío polaco, y el juego se convirtió en su principal interés a expensas del estudio de la Teología. Posteriormente, en 1798, se trasladó a Viena y se alistó en el ejército. En la capital austriaca, fue capaz de mejorar sus habilidades de ajedrez. A finales de 1780, ganó una partida importante de la cual obtuvo 1500 florines y la reputación de mejor jugador de la ciudad. Ello le permitió el acceso a los círculos aristocráticos de la capital, donde dio clases de ajedrez.
También se convirtió en el maestro de los hijos y hermanos del emperador Francisco I de Austria. Participó en las guerras napoleónicas entre Austria y Francia. En 1809, trabajó en un hospital de campaña, donde enfermó de asma crónica.  Más tarde se trasladó a Praga, donde se trabajó en el hospital militar. Regresó a Viena en 1816, donde el Emperador le dio, por razones de salud (asma), una pensión modesta. Con el fin de hacer un poco de dinero adicional, jugaba al ajedrez en los cafés de Viena, y en particular en el Zur Krone Goldenen, el lugar de encuentro de muchos jugadores fuertes en la capital, entre ellos Anton Witthalm y el Conde Johann Somssich. Witthalm fue una de las personas entrevistadas por Anton Baron Reissner para reconstruir la vida de Allgaier de ese período. Witthalm informó que el estilo de Allgaier fue brillante y se centró principalmente en el ataque, mientras que para Somssich, por el contrario, fue más cauteloso y defensivo. Debido a su estilo, multitud de espectadores se daban cita en las instalaciones de la cafetería para admirar su brillante juego. Vito Santo, que editó la edición 6 y 7 del libro de Allgaier, recogió algunos de estos juegos en un apéndice. Allgaier acepta retos de cualquier persona por un florín. En el precio, para los jugadores más débiles, también se incluía una breve lección del maestro después de la partida. De hecho, Allgaier en la mayor parte de su vida tuvo que hacer frente a una escasez constante de dinero como se desprende de las memorias de Karl Heinrich von Ritters Lang.
Sus problemas financieros le llevan a aceptar la oferta de Johann Mäzel de introducirse en el autómata El Turco en 1809. Una partida jugada ese año por los turcos contra Napoleón en el Palacio de Schönbrunn se atribuye a Allgaier.
A finales de diciembre de 1822 fue admitido en el hospital militar de Viena y murió a los pocos días de hidropesía.

## Legado en el Ajedrez
Entre 1795 y 1796 publicó en Viena (en dos volúmenes) su libro Neue theoretisch-praktische Anweisung zum Schachspiel, considerado en algunas partes de Europa como el mejor libro de texto de la época, con varias ediciones, incluso después de su muerte. La séptima edición y última fue en 1843.
En su tratado se hace evidente que Allgaier conocía muy bien la literatura de su tiempo. Fue influenciado tanto por las ideas de Philidor y la Escuela de Módena( Ercole del Rio, Giambattista Lolli y Doménico Ponziani ). La influencia del maestro francés fue predominante, sin embargo, y Allgaier más tarde fue llamado el "Philidor alemán".
Allgaier tenía una preferencia particular por el flanco de rey con mayoría de peones, que él consideraba una ventaja decisiva, ya que puede avanzar, como Philidor había enseñado en su tratado contra el enroque enemigo (por ejemplo e2-e4-e5, f2-f4, g2-g4, f4-f5, etc.). A diferencia de Philidor, sin embargo, no pensaba que después de 1.e4 e5, 2.Cf3 fuese un movimiento erróneo. El maestro francés creía que este movimiento estaba mal, en principio, ya que evita que el peón f2 de avance y de apoyo, si es necesario, el peón e5. Las piezas, según Philidor, se desarrollaban mejor detrás de los peones y, en consecuencia, el caballo tenía que ser colocado en e2 o f3, pero solo después de que el peón f se trasladaba a f4.
A menudo, en el análisis de Philidor, Blancas ocupan el centro con e2-e4 seguido por c2-c3 y d2 d4-, a partir de esta configuración, el francés empujó el peón en e4 a e5, con el objetivo de ganar espacio en el centro y en el flanco de rey. Si el oponente ataca el peón e5 con... f6, Philidor lo apoyaba con f2-f4 y en caso de fxe5, continuaba con dxe5. En este punto, después de haber llegado a una configuración donde Blancas tenían mayoría en el flanco de rey, Philidor podría avanzar el peón e, f, g, y posiblemente peón contra el enroque.
De acuerdo con Philidor este ataque no era sólo ganar, sino, debido al hecho de que el Negro no pudo evitar que el oponente de lograr una mayoría flanco de rey, los franceses creen que el primer jugador tiene una ventaja decisiva y, con un juego perfecto, Blancas siempre iban a ganar la partida. La Escuela de Módena, en cambio, prefirió desarrollar las piezas rápidamente, cambiar un par de peones en el centro y concentrar todas sus fuerzas contra un objetivo específico (normalmente al rey del oponente). Allgaier está a mitad de camino entre las dos escuelas, está de acuerdo con Philidor en la fuerza de la mayoría flanco de rey, pero al mismo tiempo sostiene que su experiencia como jugador y como estudiante de ajedrez lo llevó a creer que el juego de las piezas  all'italiana era una buena alternativa. Por lo tanto, la medida fue 2.Cf3, Allgaier acuerdo, perfectamente jugable si es seguido por una estrategia que conduzca a maximizar la influencia de las piezas en vez de peones. Los juegos reportados por Vito Santo, que, al menos parte de ellos, se utilizaron probablemente por Allgaier muestran que él era mucho más proclive al juego táctico donde las piezas entran violentamente en contacto unos con otros y no a los movimientos lentos de infantería por los que abogó Philidor ( hecho también confirmado por Witthalm).
Sólo en sus escritos, está más cerca de Philidor, cuyas ideas estaban vigentes en el momento. Desde esta perspectiva, no es probablemente una coincidencia que la variante del Gambito de rey nombrado después en honor a él (1.e4 e5 2.f4 exf4 3.Cf3 g5 4.h4 g4 5.Ng5, Gambito Allgaier) es una apertura particularmente aguda. Después de 5... h6, de hecho, las blancas deben sacrificar el caballo con 6.Nxf7, lo que lleva a un muy juego táctico (análisis del autor en esta línea de apertura figura en la cuarta edición de la Neue Anweisung de 1819).

## Estilo de juego y partidas
En las ediciones sexta y séptima de la Neue Anweisung, Vito Santo añade un apéndice que contiene cuatro partidas jugadas por los jugadores más fuertes en Viena. Anton Witthalm, entrevistado por Reissner, afirmó que Allgaier tenía un estilo muy táctico del juego y los juegos recopilados por Vito Santo (o al menos parte de ellos) así lo demuestran. Estas partidas son raras, y no se pueden encontrar en las bases de datos de ajedrez comunes como ChessBase, 365chess, Chessbites o Chesslab y, por ello, se describen aquí.
En el texto original, no hubo comentarios a los juegos. La puntuación y las notas entre corchetes provienen del análisis llevado a cabo con el motor de ajedrez Firebird 1.2. Las dos primeras partidas muestran una lucha táctica más compleja, la tercera, por otra parte, denota una técnica de finales muy pobre.
- Partida Erste

1.e4 e5 2.Cf3 d6 4.d4 f5 3.Bc4 fxe4 5.Nxe5 Ch6? 6.Bxh6 dxe5 7.Qh5 + Rd7 8.Qf5 + Rc6 9.Qxe4 +? [9.Qxe5! gxh6? 10.Qb5 + Rd6 11.Qd5 + Re7 12.Qe5 +] 9... exd4 Rb6 10.Be3 11.Bxd4 + c5 12.Ae3 Cc6 13.Nc3 a6 14.Nd5 + KA7 15.b4 Ad6 16.bxc5 Da5 + 17.c3? [ 17.Bd2!] 17... Ad7 18.0-0 Axc5 19.Rab1 Rae8 20.Bxc5 + Dxc5 21.Qf4 Ce5 23.c4 Ac6 22.Bb3 b5 =? [23 Rhf8...] 24.Ne3 [24.cxb5 ! Axd5 25.Rfc1] 24... g5 25.Qf6 Rhf8 26.Qh6 bxc4 27.Nxc4 Txf2 28.Rxf2 Qxf2 + 29.Kxf2 Cg4 + 31.Rf1 30.Kg3 Nxh6 = Re2 32.Rf2 Cf5 +? [32... Txf2 =] 33.Rxf5 Txg2 + 34.Kh3 g4 + + 36.Rf7 35.Kh4 Bf3 Rb8 37.Ne5 Txh2 + 38.Kg5 h6 + 39.Kf4 Rf2 40.Nxf3 Txf3 + 41.Kxg4 Txf7 42.Bxf7 1-0
- Partida Zweite

1.e4 e5 2.Cf3 Cc6 3.Bc4 Cf6 4.Ng5 d5 5.exd5 Cxd5 6.Nxf7 Rxf7 7.Qf3 + Re6 8.Nc3 Nce7 c6 9.d4 h6 10.Bg5 11.Bxe7 Bxe7 12,0-0- 0? Ag5 + 13.Kb1 Tf8 14.Qe4 Tf4! [14... RF5? 15.Rhe1 + -] 15.Qxe5 + Rf7 16.Nxd5 cxd5 17.Bxd5 + Rf8 18.Bb3 RF5 19.Qe4 Dc7 [19... De8 =]! 20.Qd3 [20.g4! Txf2 21.Qh7 + -] 20... h5 21.h4 Ae7 22.f3 a5 23.a4 b5 24.g4 bxa4 25.Bxa4 Tf6 26.Rhe1 Tb8 27.g5? da la plaza 'f5' al obispo negro [ 27.Re4 = Rfb6 28.b3] 27... g6 29.d5 28.b3 Rfb6? Af5 30.Rxe7 Dxe7 31.Qc3 Rg8 32.Kb2 Tc8 33.Bc6 Dd6 34.Re1 a4 35.Qa5 a3 + 36.Qxa3 Rbxc6 37.dxc6 Dxc6 38.c4 Ta8 39.Qe7 Da6 40.Qe2 Da3 + 41.Kc3 Da5 + 42. Rb2 Dc5 43.Kc3 Da5 + 44.Kb2 Db4? [44... Tb8 Da3 + 45.Kc3 46.Qd1 Da5 + 47.Kb2 Td8-+] 45.Ra1 [45.Qd1 Da3 + 47.Re5 46.Kc3 Tb8! blanco es peor, pero no perdió inmediatamente] 45... Tb8 46.Qe3 Dxc4 47.Rc1 Qxh4 48.Qd2 Ae6 49.Rc3 Db4 50.Qc2 Af5 51.Qd2 52.Qd6 Db7 Db6 Db5 53.Qg3 54.Qg2 Te8 55.Rc4 Ad3 56.Kc3 Axc4 57.bxc4 Re3 + 58.Kd2 Db2 + 0-1
- Partida Dritte

1.e4 e5 2.f4 3.Cf3 Cf6 5.c3 Ag4 4.Bc4 Axf3 Cc6 7.0-0 6.Qxf3 exf4 8.d4 g5 9.Bxf4! gxf4 Ae7 11.e5 dxe5 10.Qxf4 Dd7 12.dxe5 Ac5 13.exf6 + 14.Kh1 0-0-0 15.b4 [15.Bxf7] 15... Ad6 16.Qf2 Rb8 17.Na3 Rhg8 18.Qf5 Dxf5 19.Rxf5 Ce5 20.Re1 Tg4 21.Bb3 Cd3 22.Ref1 Th4 23.h3 Ce5 24.Nb5 a6 25.Nxd6 cxd6 + - 26.Td1 Rc7 28.Rd4 RH6 27.Bd5 Tg8 29.a4 Rgg6 30.Rdf4 Rg3 31. Bf3? Cxf3 32.Rxf3 Txf3 33.Rxf3 Rd7 34.Kh2 Re6 35.Kg3? [+ 35.Re3 Rxf6 36.Re8 y 37.Rb8] 35... Rxf6 36.Rxf6 + Rxf6 37.Kf4 d5? 38.a5? [38.h4! h6 (38... Re6 39.Kg5 Re5 40.Kh6 + -) 39.g4 b6 40.h5! b5 41.a5 Re6 42.g5 + -] 38... h6? [38... Re6! 39.Kg5 40.Kh6 Re5 Re4 =] 39.g3? [39.g4 como en la variación anterior] 39... Re6 40.h4 f5 42.h5 Re6 41.Ke3 Re5 43.Kd4 Rd6 44.c4 dxc4 45.? Kxc4 Rc6 46.Kd4 Rb5 [46... Rd6 =] 47.Kc3? [47.Ke5 Kxb4 48.Kxf5 Kxa5 49.g4 Rb5 50.g5 hxg5 51.h6 + -] 47... b6 48. axb6 Kxb6 49.Kb3 Rb5 50.Kc3 KA4? [50... Rc6 51.Kc4 Rb6 =] 51.Kc4 KA3 52.b5 axb5 + 53.Kxb5 KB3 54.Kc5 Rc3 55.Kd5 1-0
- Partida Vierte

1.e4 e5 2.Bc4 c6 3.Cc3 Cf6 4.d3 d5 5.exd5 cxd5 6.Bb5 + Cc6 7.Nf3 Ad6 8.Qe2?! 0-0 9.0-0? Cd4 10.Nxd4 exd4 11.Nd1 a6 [11... Da5!] 12.Ba4 b5 13.Bb3 Te8 14.Qd2 De7 15.c3 dxc3?! [15... De5! 16.f4 Dh5] 16.Nxc3? d4 17.Nd5? Cxd5 18.Bxd5 19.Bxf7 De5 + 20.f4 Rxf7 De3 + 21.Kh1 Ab7 22.Qc2 De2 + Rf8 24.Rg1 23.Qb3 Axg2 + 0-1